# عيسى أشرقي

عيسى أشرقي (مواليد 1957، تطوان) عضو مجلس الإرشاد ومجلس النصيحة القطري بجماعة العدل والإحسان.

## مسيرته
التحق عيسى أشرقي بجماعة العدل والإحسان سنة 1986 ؛ وانخرط في أنشطة الجماعة بالجامعات المغربية، مما جر عليه ويل السلطات التي استنطقته مرارا، كما تم اعتقاله ومحاكمته بتهم "الانتماء لجماعة غير مرخص لها وجمع التبرعات وعقد لقاءات سرية، وكان يحظى بمؤازرة العشرات من المحامين
متزوج ولديه 5 أولاد، عمل أستاذا للغة الإنجليزية بازغنغان بمدينة الناظور، قبل أن يتعرض لنقل تعسفي إلى مدينة شفشاون، بسبب توسع أنشطته الدعوية في استقطاب سكان البوادي المجاورة إلى صفوف جماعة العدل والإحسان، ثم انتقل إلى مدينة تطوان حيث درّس مدة بثانوية الإمام الغزالي، قبل أن ينتقل أن يستثمر في التعليم الخاص حيث يشرف على مؤسسة تعليم خاصة.
مشاركته في العديد من المحاضرات والندوات، وإنتاجه الغزير للمقالات والأشرطة، أهلاه لتمثيل الجماعة في المؤتمرات الدولية ونيل عضوية مؤسسة القدس الدولية؛ كما ترقى في «مدارج السلوك التربوي» ليصبح عضوا في مجلس النصيحة القطري وعضو من أعضاء مجلس الإرشاد.

### اعفاء مجلس الإرشاد
جاء في بلاغ وقعه فتح الله أرسلان الناطق الرسمي باسم جماعة العدل والإحسان أنه تم إقالة أشرقي من مجلس الإرشاد، وسبب ذلك يرجع إلى وجود أخطاء لا تتساهل معها القوانين الصارمة المتعلقة بالمسؤولين داخل الجماعة، فتم إعفاؤه من مجلس الإرشاد، وهذا الإعفاء لا ينال من روابط الأخوة والمحبة التي تجمعنا بالأخ عيسى أشرقي.